# Левковичи (остановочный пункт)
Левковичи (укр. Левковичі) — остановочный железнодорожная пункт Киевской дирекции Юго-Западной железной дороги на линии Чернигов—Овруч, расположенная северо-западнее села Левковичи (Черниговская область, Украина).

## История
Остановочный пункт открыт в 1944 году на действующей линии Чернигов—Овруч, участок Чернигов—Славутич электрифицирован в 1988 году.

## Общие сведения
Станция представлена одной боковой платформой. Имеет 1 путь. Нет здания вокзала.

## Пассажирское сообщение
Ежедневно станция принимает пригородные поезда сообщения Чернигов—Неданчичи, один поезд Неданчичи—Киев-Волынский, по субботам Чернигов—Иолча.